# Metastatia azurea
Metastatia azurea là một loài bướm đêm thuộc phân họ Arctiinae, họ Erebidae.